# El guardaespatlles de la primera dama
El guardaespatlles de la primera dama (títol original: Assassination) és una pel·lícula americana dirigida per Peter Hunt i estrenada l'any 1987. Ha estat doblada al català.

## Argument
A Jay Killion, un veterà dels serveis de protecció, li confien la seguretat de Lara Royce Craig, la primera dama dels Estats Units. Arrogant i més aviat caparruda, xoca amb la determinació i el professionalisme del seu protector.

## Repartiment
- Charles Bronson: Jay Killion
- Jill Ireland: Lara Royce Craig
- Stephen Elliott: Fitzroy
- Jan Gan Boyd: Charlotte Chong
- Randy Brooks: Tyler Loudermilk
- Robert Axelrod: Derek Finney
- Erik Stern: Eddie Bracken
- Michael Ansara: Senador Hector Bunsen
- James Staley: Briggs
- Kathryn Leigh Cook: Polly Simms
- James Acheson: Osborne Weems
- Jim McMullan :Zipper
- William Hayes: Pritchard Young
- William Príncep: H.H. Royce
- Charles Howerton: President Calvin Craig
- Chris Alcaide: el cap de justícia

## Al voltant de la pel·lícula
- Aquesta pel·lícula és l'última en la qual Jill Ireland actua al costat del seu espòs Charles Bronson.[3]
- En el paper de Pritchard Young, es troba William Hayes que va estar empresonat diversos anys a Turquia per possessió de droga i la història del qual ha estat adaptada al cinema en la pel·lícula Midnight Exprés, el 1978.